# Anatopynia pallipes
Anatopynia pallipes är en tvåvingeart som först beskrevs av Freeman 1961.  Anatopynia pallipes ingår i släktet Anatopynia och familjen fjädermyggor. Inga underarter finns listade i Catalogue of Life.